# Vallombrosianen

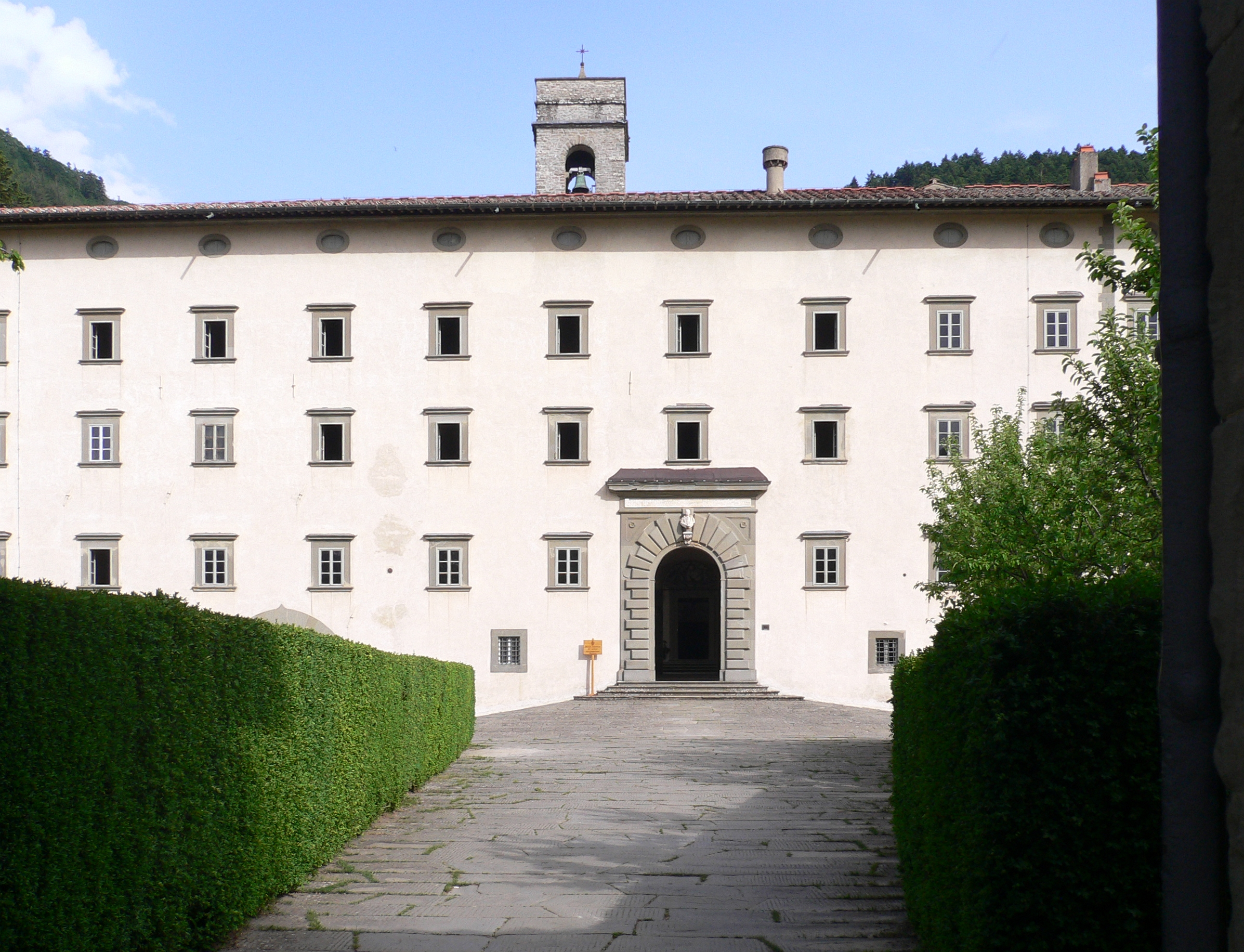
Klooster Vallombrosa

De Vallombrosianen (OSB Vall.) zijn een katholieke kloosterorde die behoort tot de Benedictijnen. De naam is afgeleid van het klooster te Vallombrosa in de Italiaanse gemeente Reggello.

## Geschiedenis
Het in 1037 in het leven geroepen klooster Vallombrosa vertoonde in zijn begintijd heremitische trekken. Maar nog sterker leefde in Vallombrosa de wens zich af te keren van de volgens hen twijfelachtige praktijken van de toenmalige kerk, waarin het kopen van ambten, simonie, aan de orde van de dag was. 
De heilige Johan Gualbert, de stichter van Vallombrosa, was monnik van San Miniatio in Florence geweest, maar zegde de abdij vaarwel nadat hij de simonistische verkiezing van de abt aldaar had onthuld. Na een tijdelijk verblijf in Camaldoli trok hij zich met enkele metgezellen terug in de bergen ten oosten van Florence, waar hij op het terrein dat de abdes van San Ellero hem had geschonken, een eenzaam, op 1000 meter hoogte gelegen klooster opende. De gemeenschap, die aanvankelijk door de ervaringen van het heremitische leven in Camaldoli was gevormd, nam uiteindelijk de regel van Benedictus aan. Om simonie en de verlokkingen van materiële voordelen bij voorbaat de pas af te snijden, was het kloosterleven sterk op de armoede van de individuele monnik en van de gemeenschap gericht. Net als talrijke hervormers uit latere tijden, gaf Johan Gualbert zijn monniken de plicht tot arbeid, om ledigheid te voorkomen. Zware lichamelijke arbeid werd evenwel alleen door analfabete lekenmonniken uitgevoerd die zich niet aan spirituele bezigheden konden wijden. De later bij de kartuizers en de cisterciënzers gangbare werkverdeling in het klooster werd zodoende al in Vallombrosa ingevoerd.
Ook na de stichting van Vallombrosa, die hem in de kringen van de kerkhervormers bekendheid had gegeven, bleef Johan Gualbert fanatiek tegen het kwaad van het kopen van ambten ageren. Daarbij ging hij zelfs zover dat hij openlijke opstanden tegen de simonistische clerus ondersteunde. De leiding over het door onderschikkingen en nieuwe stichtingen ontstane kloosterverband droeg paus Urbanus II in 1090 over aan de abt van Vallombrosa. 
In de 12e tot 14e eeuw ontwikkelde zich uit dit destijds ongeveer tachtig kloosters omvattende verband een orde met een abt-generaal aan het hoofd, die als zelfstandige congregatie met de hoofdzetel in Vallombrosa nog steeds bestaat.